# Batalla de Dutch Harbor
La batalla de Dutch Harbor tuvo lugar del 3 al 4 de junio de 1942 en el teatro del Pacífico durante la Segunda Guerra Mundial. En ella, la Armada Imperial Japonesa lanzó una incursión contra Dutch Harbor en las Islas Aleutianas, Alaska, Estados Unidos.

## Antecedentes
El principal objetivo de la flota japonesa era invadir Midway por su situación estratégica, para así poder atraer a los portaaviones americanos y destruirlos. Como parte de ello, se creó la Operación MI que consistía en dos planes: el primero (y principal) atacar e invadir Midway; el segundo utilizar los ataques contra las islas Aleutianas como cebo para los americanos.
Bajo las órdenes del contraalmirante Kakuji Kakuta, la flota japonesa atacaría con los portaaviones Jun'yō y Ryūjō como su punta de lanza sobre Dutch Harbor. A su vez, el vicealmirante Boshirō Hosogaya invadiría las islas Attu y Kiska.

## La batalla

### Preparativos
El 3 de junio de 1942, la 4.ª División de Portaaviones bajo el mando del contraalmirante Kakuji Kakuta, compuesta por el portaaviones Jun'yō y el portaaviones ligero Ryūjō junto con su escolta, navegó a 180 millas (260 km) al suroeste de Dutch Harbor para bombardear al Ejército y la Armada de los Estados Unidos en las Aleutianas, como parte del plan de distracción. Los japoneses planeaban ocupar las islas en las Aleutianas para extender su perímetro defensivo en el Pacífico norte para hacer más difícil que los Estados Unidos atacaran a Japón desde esa zona.
Dutch Harbor fue reforzado con baterías antiaéreas del 206.º Regimiento de Artillería Costera. El 206.º fue desplegado en Dutch Harbor en agosto de 1941 y había permanecido allí durante aproximadamente cuatro meses cuando la marina japonesa atacó Pearl Harbor el 7 de diciembre. El regimiento fue equipado con el arma M1918 de 3 pulgadas (un modelo más viejo con una gama vertical de 8.600 m), las ametralladoras Browning M2 del .50 (12.7 mm), y los reflectores de Sperry de 60 (150 cm). También contaban con radar en el momento del ataque.

### El ataque
Sobre las 02:58, el contraalmirante Kakuta ordenó a sus portaaviones lanzar sus aviones que comprendían de 12 cazas A6M Zero, 10 bombarderos de altura B5N Kate y 12 bombarderos en picado D3A Val. Despegaron en un clima helado.

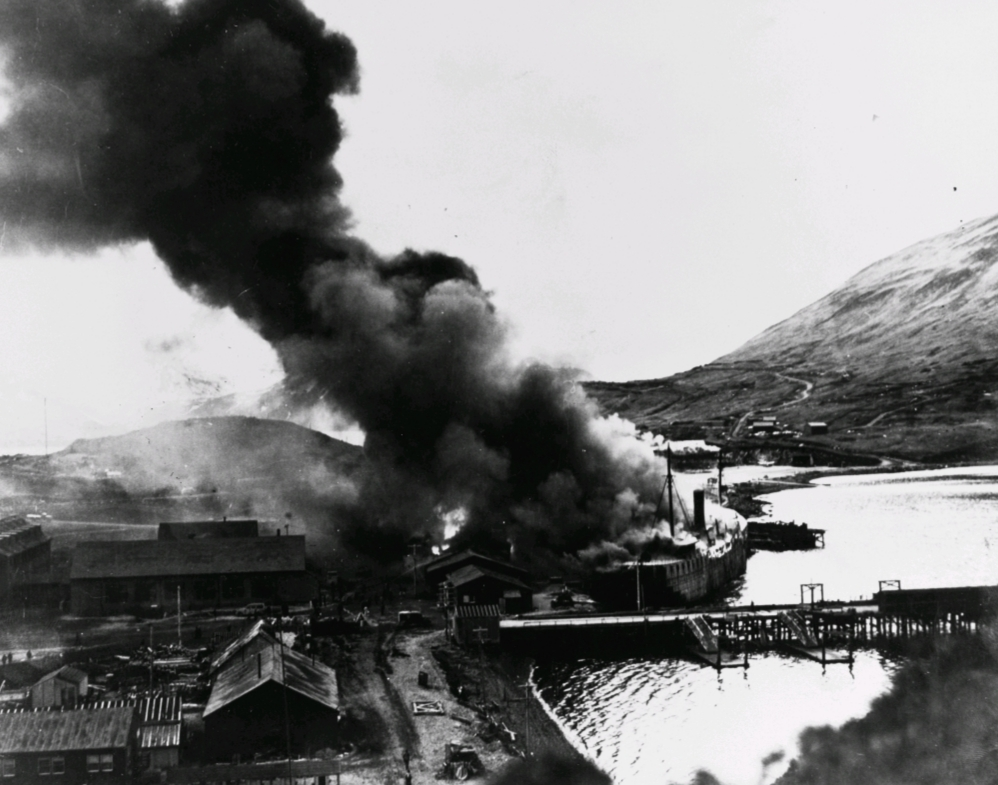
El buque de carga Northwestern en llamas después de la segunda oleada, el 4 de junio de 1942.

Los aviones llegaron sobre las 04:07 y atacaron la estación de radio de la ciudad y los tanques de almacenamiento de petróleo, causando algunos daños. Las mayores bajas del primer día ocurrieron cuando las bombas golpearon los cuarteles 864 y 866 en Fort Mears, matando a 17 hombres de la 37.ª Infantería y a ocho ingenieros de la 151.ª. Cuando todos los aviones japoneses volvieron a los portaaviones hubo informes erróneos de buques enemigos en la zona, pero los aviones de búsqueda no encontraron naves dentro de la zona. Durante la búsqueda, cuatro aviones de reconocimiento Nakajima E8N Dave de dos asientos –lanzados desde los cruceros pesados Takao y Maya– encontraron a cazas estadounidenses en busca del escuadrón japonés.
En el segundo ataque, el 4 de junio, los portaaviones japoneses llegaron a menos de 100 millas (160 km) al sur de Dutch Harbor para lanzar un segundo ataque. A las 16:00, un segundo ataque aéreo de 9 cazas, 11 bombarderos en picado y 6 bombarderos de altura, despegó y atacó las instalaciones estadounidenses de nuevo menos de una hora después. En esta ocasión hubo mayores daños, incluyendo algunos aviones en tierra, cuarteles del ejército, tanques de almacenamiento de petróleo, hangares de aviones y algunos buques mercantes en el puerto. Alejados de estos objetivos por intenso fuego antiaéreo, finalmente lograron destruir el barco de carga Northwestern, que por su gran tamaño creían equivocadamente que era un buque de guerra. En realidad era un barco de transporte que había sido varado y utilizado como barracón para los trabajadores civiles.
Dos bombarderos en picado japoneses y un caza, dañados por fuego antiaéreo, no regresaron a sus portaaviones. En el camino de vuelta, los aviones japoneses encontraron una patrulla aérea de seis P-40 sobre Otter Point. Se produjo una breve batalla aérea que resultó en la pérdida de un caza japonés y dos bombarderos de altura. Cuatro de los seis combatientes estadounidenses también murieron.

## Consecuencias
La 11.ª Fuerza Aérea perdió 4 B-17, 2 B-26, 2 P-40 y 6 Catalinas del ala de la Flota Aérea, con 23 muertos.
Ninguno de los barcos japoneses resultó dañado, pero uno de los A6M2 Zero mencionados fue dañado por un incendio en tierra y aterrizó accidentalmente en la isla Akutan, a unas 20 millas (32 km) al noreste de Dutch Harbor. Aunque el piloto murió, el avión no sufrió graves daños. Este Zero, conocido como el "Zero de Akutan", fue recuperado por fuerzas estadounidenses, inspeccionado y reparado. Su recuperación fue una importante ganancia de inteligencia técnica para Estados Unidos, ya que reveló las fortalezas y debilidades del diseño del Zero.
Al día siguiente, el contraalmirante Kakuta recibió órdenes de cancelar cualquier nueva ofensiva y dirigirse hacia el Pacífico central para apoyar a la Flota Combinada que se batía en retirada tras ser derrotada en Midway. Dos días más tarde, una pequeña fuerza de invasión japonesa aterrizó y ocupó dos de las islas Aleutianas, Attu y Kiska, sin más incidentes.